# Доблесть (политическая партия)
«Доблесть» — консервативная политическая партия в Гватемале.

## История
Партия была основана в 2017 году Аной Ингрид Бернат Кофиньо. Первоначально партия была воссоздана за счет Прогрессивной освободительной партии. Она насчитывает 27 тысяч членов. Первый публичный акт состоялся в мае 2017 года. Ее лидером является Сури Риос, бывший кандидат в президенты и дочь Эфраина Риоса Монтта.
В начале 10-го законодательного собрания парламентская группа «Доблесть» в Конгрессе находилась в оппозиции к правительству Бернардо Аревало, но после середины года «Валор» начала переговоры с правящей законодательной коалицией, за исключением депутата Сандры Ховел, которая осталась в оппозиции.

## История выборов

### Президентские выборы
| Выборы | Кандидаты | Кандидаты       | Первый раунд      | Первый раунд      | Второй раунд      | Второй раунд      | Статус            |
| Выборы | Президент | вице-президент  | Голоса            | %                 | Голоса            | %                 |                   |
| ------ | --------- | --------------- | ----------------- | ----------------- | ----------------- | ----------------- | ----------------- |
| 2019   | Сури Риос | Роберто Молина  | Дисквалифицирован | Дисквалифицирован | Дисквалифицирован | Дисквалифицирован | Дисквалифицирован |
| 2023   | Сури Риос | Эктор Сифуэнтес | 365,028           | 8.69              | —                 | —                 | Проигрыш          |

1. Кандидатура Сури Риос была отклонена Конституционным судом Гватемалы, поскольку близким родственникам руководителей переворота запрещено баллотироваться на эту должность. (выборы 2019)
2. Объединенный список кандидатов от партии «Доблесть» и партии «Юнионисты», где партия «Доблесть» представляет кандидата в президенты, а партия «Юнионисты» — кандидата в вице-президенты.(выборы 2023)

### Выборы в законодательные органы
| Выборы | Голоса  | %         | Места  | +/-     | Статус                                     |
| ------ | ------- | --------- | ------ | ------- | ------------------------------------------ |
| 2019   | 183,814 | 4.56 (#9) | 9/160  | Впервые | Внешняя поддержка                          |
| 2023   | 229,861 | 5.51 (#6) | 10/160 | +1      | Оппозиция (2024)                           |
| 2023   | 229,861 | 5.51 (#6) | 10/160 | +1      | Внешняя поддержка (2024 — настоящее время) |

На выборах 2023 года баллотировалась в коалиции с Юнионистской партией.